# بنا أبو صير
بنا أبو صير إحدى قرى مركز سمنود التابع لمحافظة الغربية بجمهورية مصر العربية.

## التاريخ
هي قرية قديمة اسمها الأصلي بنا وهو الذي ذكرت به في الروك الصلاحي في كتاب قوانين الدواوين ثم عرفت باسم بنا بوصير في الروك الناصري في كتاب التحفة السنية بسبب أن تجاور قرية بوصير. ذكرها علي مبارك في كتابه الخطط التوفيقية، حيث ذكر أنها من قرى مديرية الغربية بقسم المحلة الكبرى، وأن بها جامع بمنارة. كانت القرية تتبع لمركز المحلة الكبرى فلما أنشئ مركز سمنود سنة 1935 ألحقت به.

## السكان
بلغ عدد سكان بنا أبو صير 17,221 نسمة حسب تقدير عام 2018.
| السنة  | 1882 | 1897 | 1907 | 1927 | 1947 | 1960 | 1976 | 1986 | 1996   | 2006   | 2018   |
| ------ | ---- | ---- | ---- | ---- | ---- | ---- | ---- | ---- | ------ | ------ | ------ |
| القرية | 3021 | 3774 | 4188 | 4297 | 4519 | 5892 | 8146 | 9691 | 11,482 | 13,470 | 17,221 |